# VES
A VES (Vereinigte Eisenbahnsignalwerke) egy vasúti biztosítóberendezés típus.

## Története

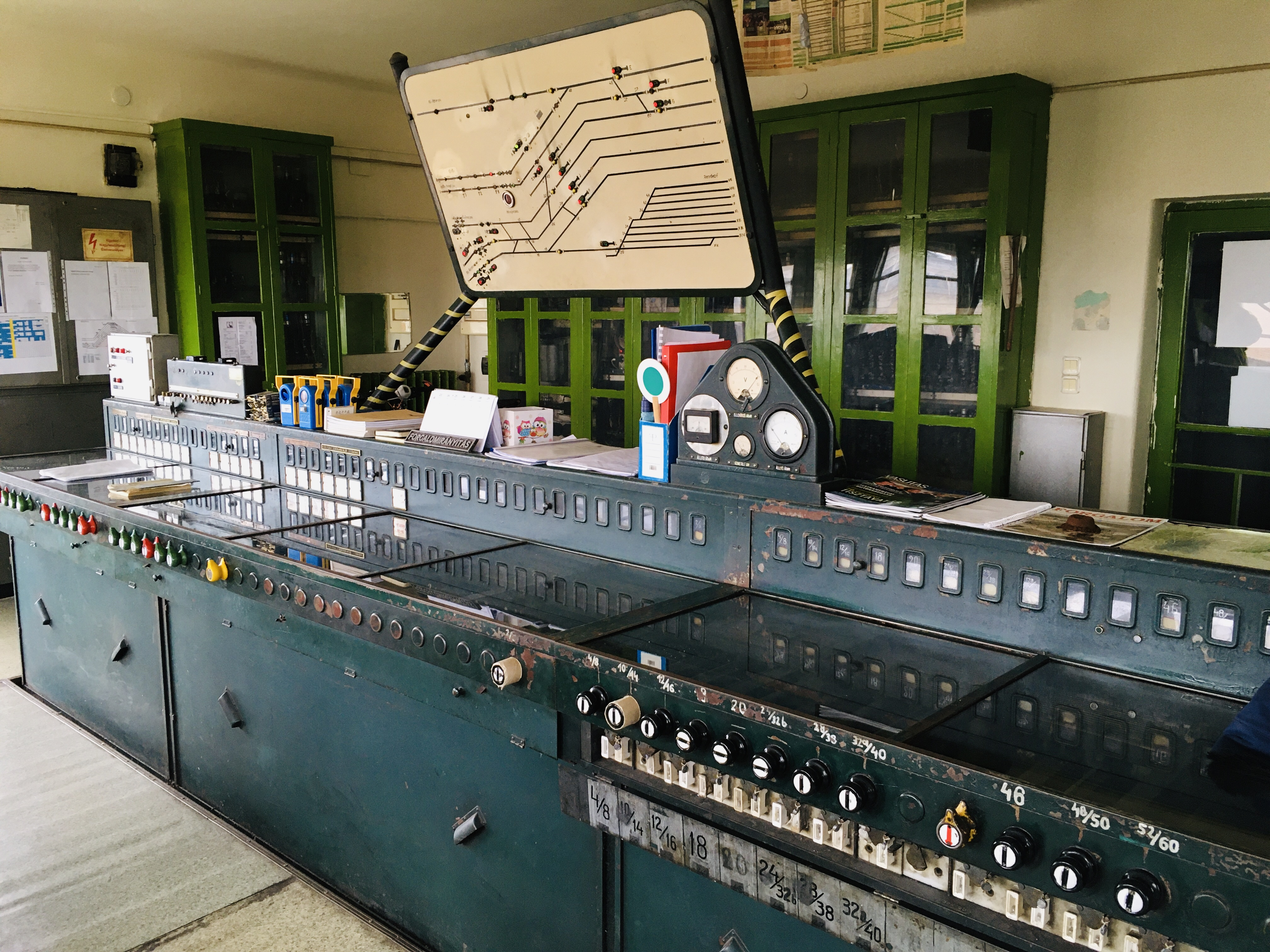
Kőbánya felső, II. őrhely, Siemens VES készülék

A mechanikus és villamos egységeket egyaránt alkalmazó VES típusú biztosítóberendezést a XX. század első évtizedeiben fejlesztették ki Németországban.
Ilyen típusú biztosítóberendezést az országos közforgalmú vasúton a két világháború közötti évtizedekben telepítettek jelentős számban, de a világháború után is épült számos berendezés. Az akkor korszerűnek számító berendezést többnyire nagy állomásokon alkalmazták. A második világháború során a legtöbb példánya elpusztult, vagy annyira megsérült, hogy felújítása helyett más típussal való kiváltása mellett döntöttek.

## Működési elve
A biztosítóberendezés kezelőfelülete a forgalmi irodában elhelyezett készülékből áll (egyközpontos berendezés esetén), amelyen a váltók állítására, a vágányút lezárására és a jelzők kezelésére szolgáló kapcsológombokat helyezték el. A készülék kezelőfelületén ezenkívül megtalálható az állomási sorompó kezelése, valamint egyéb (különleges) kezeléseket lehetővé tévő nyomógombok.
A váltókat és jelzőket kapcsológombok segítségével, elektromos úton állítják át. A szerkezeti függéseket elsősorban mechanikus alkatrészek, másodsorban elektromos jelfogók biztosítják. Az állomási vágányszakaszok és váltók foglaltsága a visszajelentő táblán folyamatosan figyelemmel kísérhető.
A berendezések telepítésekor még nem az OSzZsD elveinek megfelelő sebességjelzési rendszert alkalmazták a hazai vasutakon, ezért az erre való áttéréskor az 1960-as években a jelzőlapokat le kellett cserélni és a fényáramköröket is a szükséges mértékben módosítani kellett. A vágánytáblás berendezéseknél a vágánytáblát is átfestették, a jelzők visszajelentését átalakították.

## Kezelése

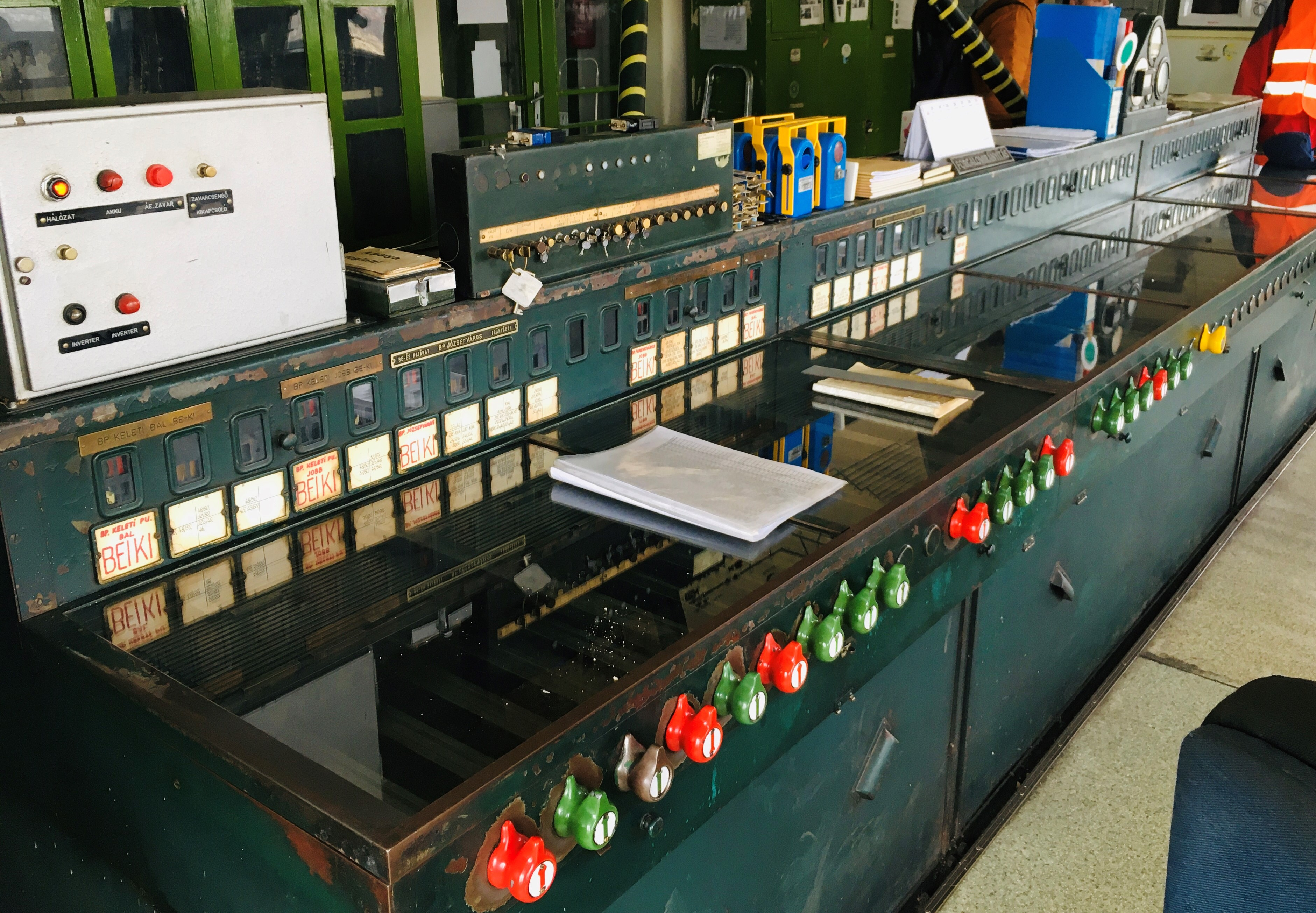
Kőbánya felső, II. őrhely, Siemens VES készülék kapcsológombok

A berendezés úgynevezett kapcsológombokkal és a vágánytáblán, esetleg külön pulton elhelyezett nyomógombokkal kezelhető. A nyomógombok egy része benyomott állapotban, elfordítva rögzíthető.
A kapcsológombot a kezelő személyzet a következő módon kezeli: rugó ellenében kihúzza, kihúzott állapotban 45° vagy 90°-kal a kívánt irányba elforgatja és visszaengedi.
Az alkalmazott kapcsológombok a következők:
0°: a függőleges, 90° a vízszintes állást jelöli.
- Váltó kapcsológomb: fekete (német nyelvterületen kék); 0°: egyenes irányba vezérlés; 90°: kitérő irányba vezérlés;
- Vágányúti kapcsológomb: zöld; 0°: vágányút nincs kijelölve; 45°: vágányút kijelölve;
- Részvágányúti kapcsológomb: sárga; 0°: részvágányút nincs kijelölve; 45°: részvágányút kijelölve;
- Jelző kapcsológomb: vörös; 0°: jelző alapállásban; 45°: Jelző Megállj; 45-90°: jelző szabadra vezérelve;
- Sorompó kapcsológomb: sárga; 0°: sorompó nyitva; 90°: sorompó zárva.

Minden váltó kapcsológombjához tartozik egy visszajelző ablak, amely mögött fehér színű lemezke található, ha a váltóhajtóművön át felépülő ellenőrző áramkör ép, azaz mindkét csúcssín a kívánt állásban áll. Ha ez az áramkör sérül, akkor a fehér szín vörösre vált, és megszólal a váltózavart jelző csengő. Az ellenőrző áramkörnek nincs időzítése, tehát a váltóállítás ideje alatt is zavart jelez. A berendezés nem ellenőrzi a váltó foglaltságát, így lehetővé teszi a foglalt váltó állítását is.

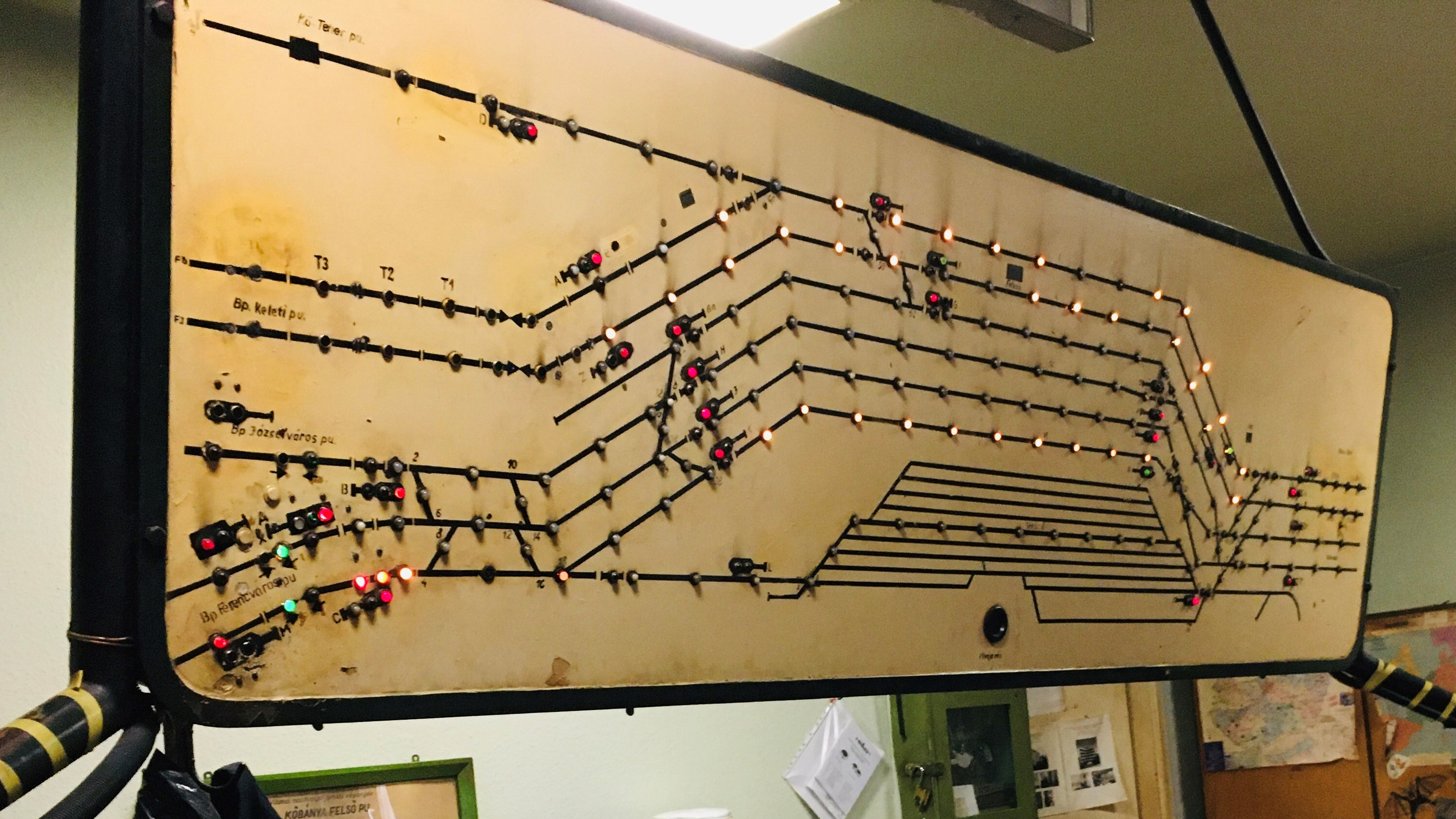
Kőbánya felső, Forgalmi Iroda, Siemens VES visszajelentő tábla

A vágányúti kapcsológomb felett található ablak két kisablakra van osztva: ha a kezelő a kapcsológombot balra fordítja el, a bal oldali kisablakban az ehhez az irányhoz tartozó vágányszám, jobbra forgatás esetén a jobb oldali kisablakban az ahhoz az irányhoz tartozó vágányszám jelenik meg. Ha a vágányúti kapcsológomb el van fordítva, de a jelző még Megállj! állásban áll, akkor megszólal a jelző állíthatóságát jelző csengő. Ennek többközpontos berendezések esetén van jelentősége. Ugyancsak megszólal a jelzőcsengő, ha a vonat behaladt az állomásra: ezzel hívja fel a kezelő figyelmét a vágányút oldására.
A jelző kapcsológomb feletti ablak négy részre osztott: a jobb felső kisablak vörösről fehérre vált, ha a kapcsológombot egy kicsit kimozdítjuk. Ezzel jelzi, hogy a berendezés engedélyezi a kapcsológomb további fordítását. Ha 45°-nál jobban elfordítjuk, a vágányút záró-oldó mágnes a vágányutat lezárja (a bal felső kisablak zöldről fehérre vált), nem engedélyezi a kapcsológomb 45°-on túli visszafordítását. Ha 90°-ra elfordítjuk, megjelenik a kezdő jelzőn a szabad jelzési kép és a forgatási iránynak megfelelő BE vagy KI szócska is láthatóvá válik az alsó két kisablakban.

## Napjainkban
A magyar vasúthálózaton nagyvasúton jelenleg Kőbánya felső vasútállomáson, kisvasúton Csillebércen üzemelnek az utolsó példányok. Mivel jellemzően nagyállomásokon telepítették, a II. világháborút túlélt berendezéseket az elkövetkező évtizedekben korszerűbb típusú berendezések váltották fel. VES biztosítóberendezés üzemelt 2008-ig Komárom vasútállomáson, valamint 2016-ig Székesfehérvár vasútállomás végpont felőli (Budapesttől távolabbi) végén is.
A biztosítóberendezés egyközpontos változata ma már csak a Gyermekvasút Csillebérc (korábban: Úttörőváros) állomásán található, várhatóan itt marad legtovább üzemben az országban. Itt a szolgálat szünetelése alatt az állomási váltókat váltózárral lezárják, a fénysorompókat Széchenyihegy felé a közlekedő vonat személyzete kezeli, Hűvösvölgy felé a fénysorompó automatikusan működik ilyenkor.[forrás?] Az 1948-ban épített, jelenleg üzemelő egyetlen vágánytáblás VES berendezés a II. világháborúban megsérült, megsemmisült és elbontott berendezések maradványaiból építették a kor szakemberei. További érdekessége, hogy ez volt az ország első, vágánytáblás berendezése.

## További képek

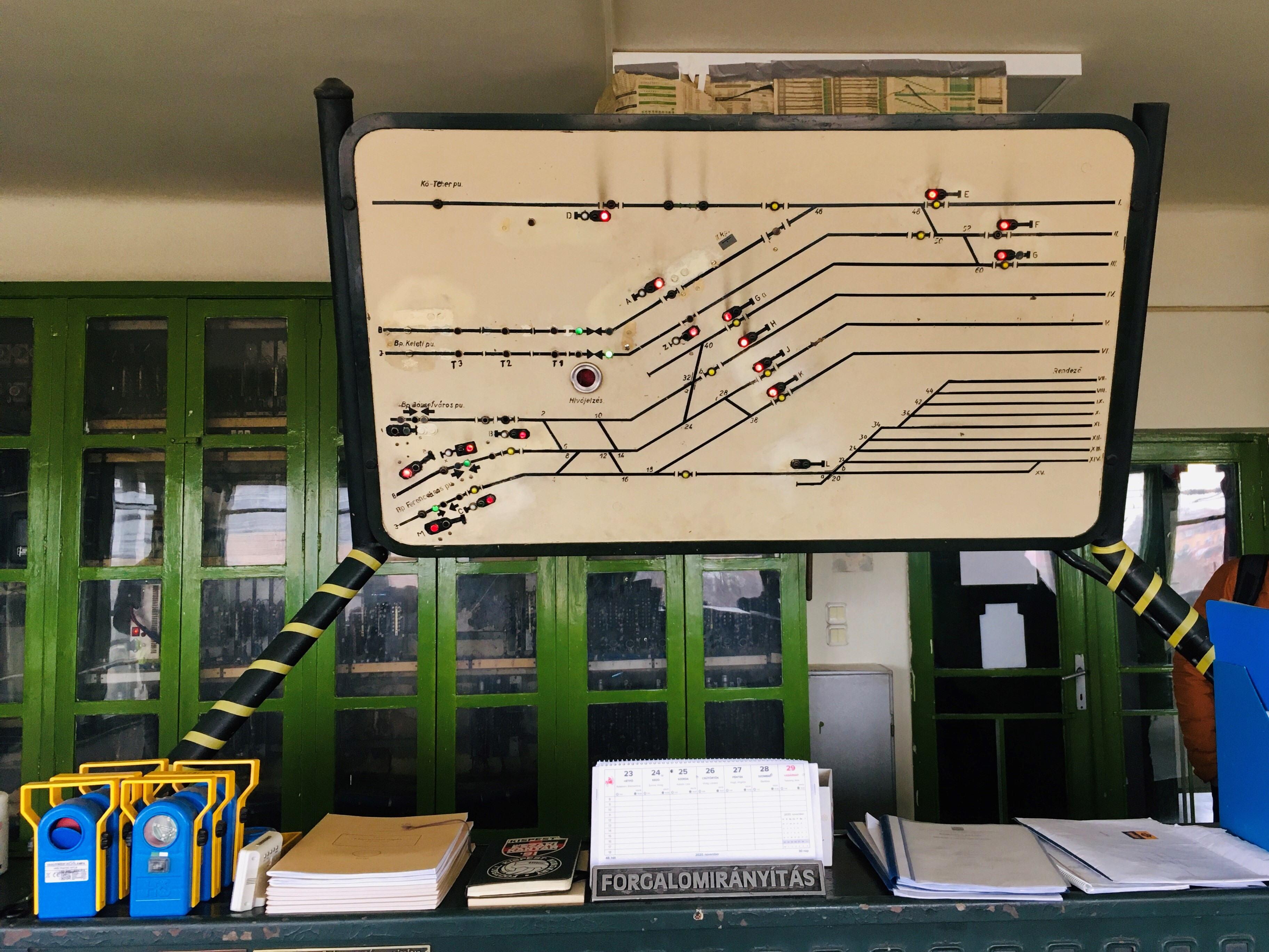
Kőbánya felső, II. őrhely, Siemens VES visszajelentő tábla
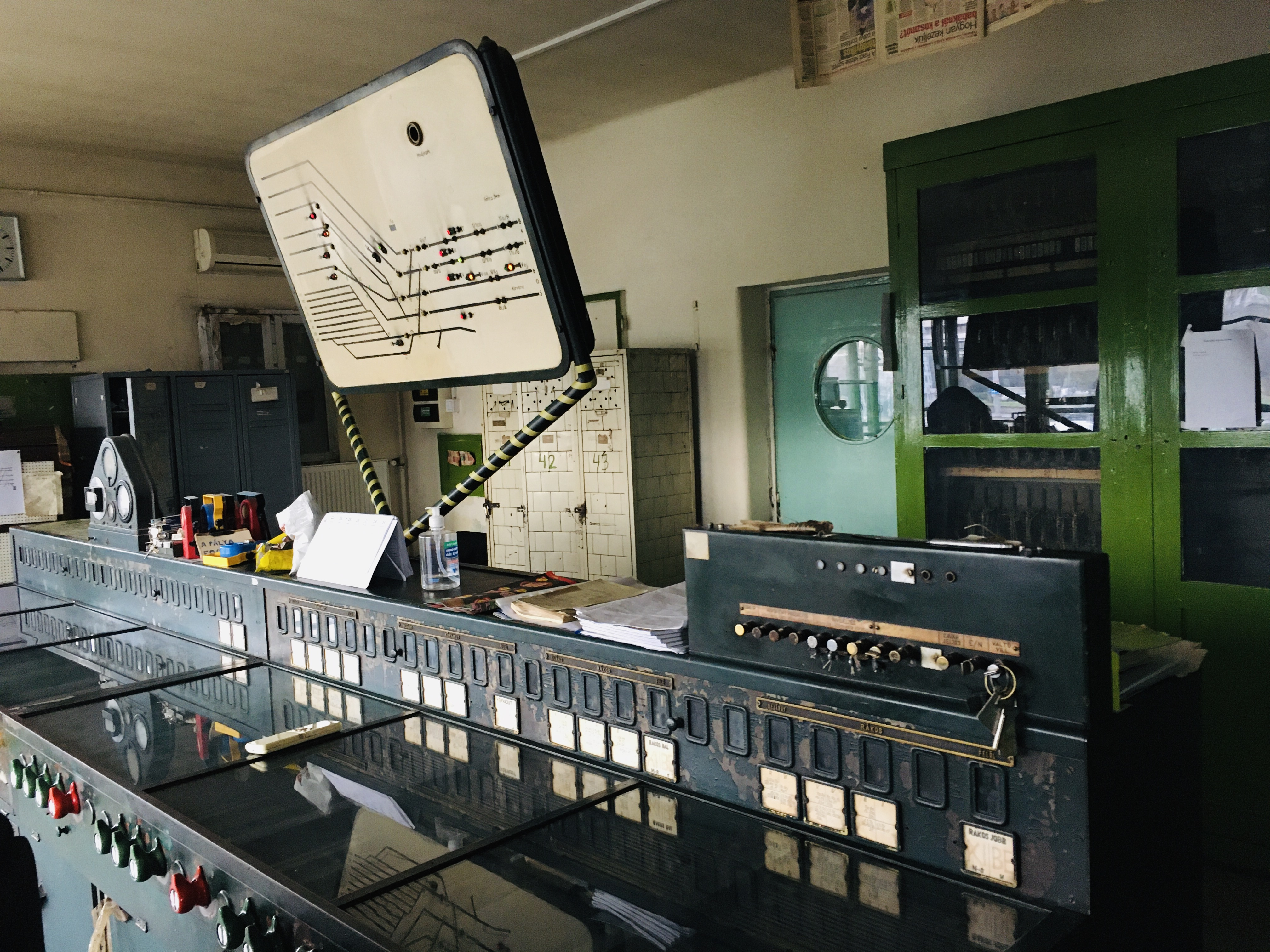
Kőbánya felső, I. őrhely, Siemens VES készülék